# Hoh Chunde
Hoh Chunde, född 4 maj 1909, var en friidrottare från Kina. Han deltog vid olympiska sommarspelen 1936.